# Baby Island Heights
Baby Island Heights az Amerikai Egyesült Államok északnyugati részén, Washington állam Island megyéjében elhelyezkedő önkormányzat nélküli település.
A helység nevét a Baby-szigetről kapta. A Langley felé vezető út 1936 nyarán készült el, az elektromosságot pedig 1946-ban építették ki.

## Fordítás
- Ez a szócikk részben vagy egészben  a   Baby Island Heights, Washington című angol Wikipédia-szócikk ezen változatának fordításán alapul.  Az eredeti cikk szerkesztőit annak laptörténete sorolja fel. Ez a jelzés csupán a megfogalmazás eredetét és a szerzői jogokat jelzi, nem szolgál a cikkben szereplő információk forrásmegjelöléseként.